# Boecillo (kommunhuvudort)
Boecillo är en kommunhuvudort i Spanien.   Den ligger i provinsen Provincia de Valladolid och regionen Kastilien och Leon, i den centrala delen av landet, 150 km nordväst om huvudstaden Madrid. Boecillo ligger 726 meter över havet och antalet invånare är 2 575.
Terrängen runt Boecillo är platt. Runt Boecillo är det ganska glesbefolkat, med 38 invånare per kvadratkilometer. Närmaste större samhälle är Valladolid, 12,8 km norr om Boecillo. Trakten runt Boecillo består till största delen av jordbruksmark.